# Prolină
Prolina (prescurtată Pro sau P) este un α-aminoacid alifatic, fiind un aminoacid neesențial, deoarece poate fi sintetizat de către corpul uman. Este produs din acidul glutamic și intră în componența colagenului. 
Codonii săi sunt CCU, CCC, CCA și CCG.